# Edmond Prévot
Pour les articles homonymes, voir Prévot.
Edmond Prévot, né Sébastien Prévot à Bordeaux le 4 novembre 1838, et mort dans la même ville le 7 octobre 1892, est un sculpteur français.

## Biographie
Edmond Prévot est admis à la section sculpture de l'École des beaux-arts de Paris et reçoit l'enseignement de François Jouffroy.
Il fait l'essentiel de sa carrière à Bordeaux, sa ville natale. Il expose régulièrement, statues et bustes, au Salon de 1876 à sa mort et obtient une mention honorable en 1887.
Il réalise entre autres œuvres bordelaises, Le Commerce et l'Industrie et Les Arts (1869), statues encadrant le portail du palais Rohan, les quatre statues de la façade de l'église Notre-Dame de Bordeaux, le fronton de l'école philomathique de Bordeaux.
Il enseigne en qualité de professeur de statuaire à l'École des beaux-arts de Bordeaux de 1883 à sa mort en 1892. Son successeur à ce poste est Gaston Leroux[réf. nécessaire].
Il est enterré à Bordeaux au cimetière de la Chartreuse, lequel abrite plusieurs de ses œuvres.
Edmond Prévot est membre de l'Académie des sciences, belles-lettres et arts de Bordeaux — où il succède à son maitre, Louis de Coëffard de Mazerolles — et officier d'académie.

## Œuvres dans les collections publiques
- Bordeaux :
  - fontaine du Parlement : quatre têtes féminines sommitales, 1865[7],[8].
  - musée des Beaux-Arts.
  - palais Rohan : Le Commerce et l'Industrie et Les Arts, 1869, statues en pierre ornant la façade.
  - parc bordelais : Monument à Camille Godard, 1890[9].
  - place Gambetta : Jeune Berger, 1874, bronze, envoyé à la fonte sous le régime de Vichy[10].

Œuvres d'Edmond Prévot
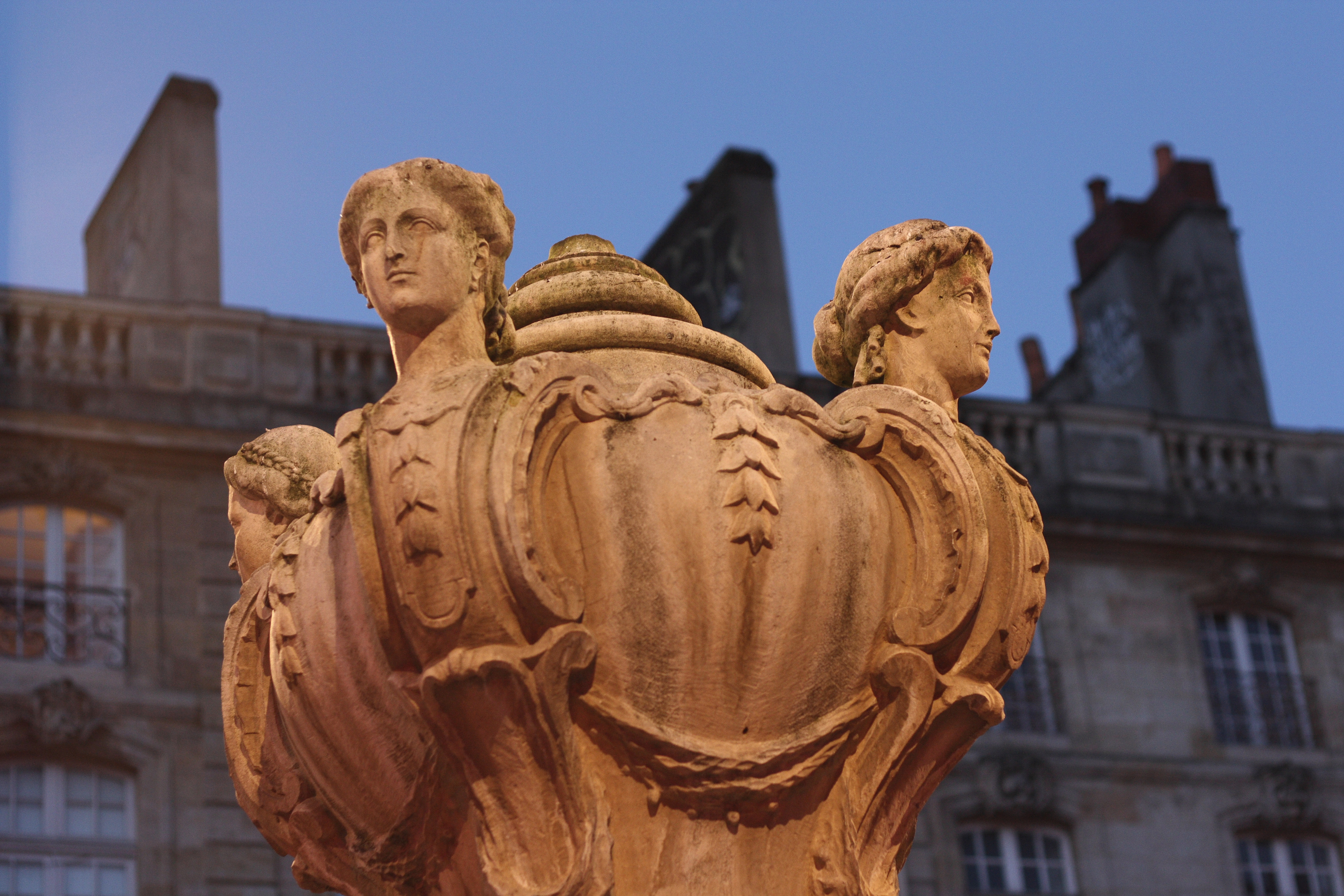
Têtes féminines de la fontaine du Parlement à Bordeaux (1865).
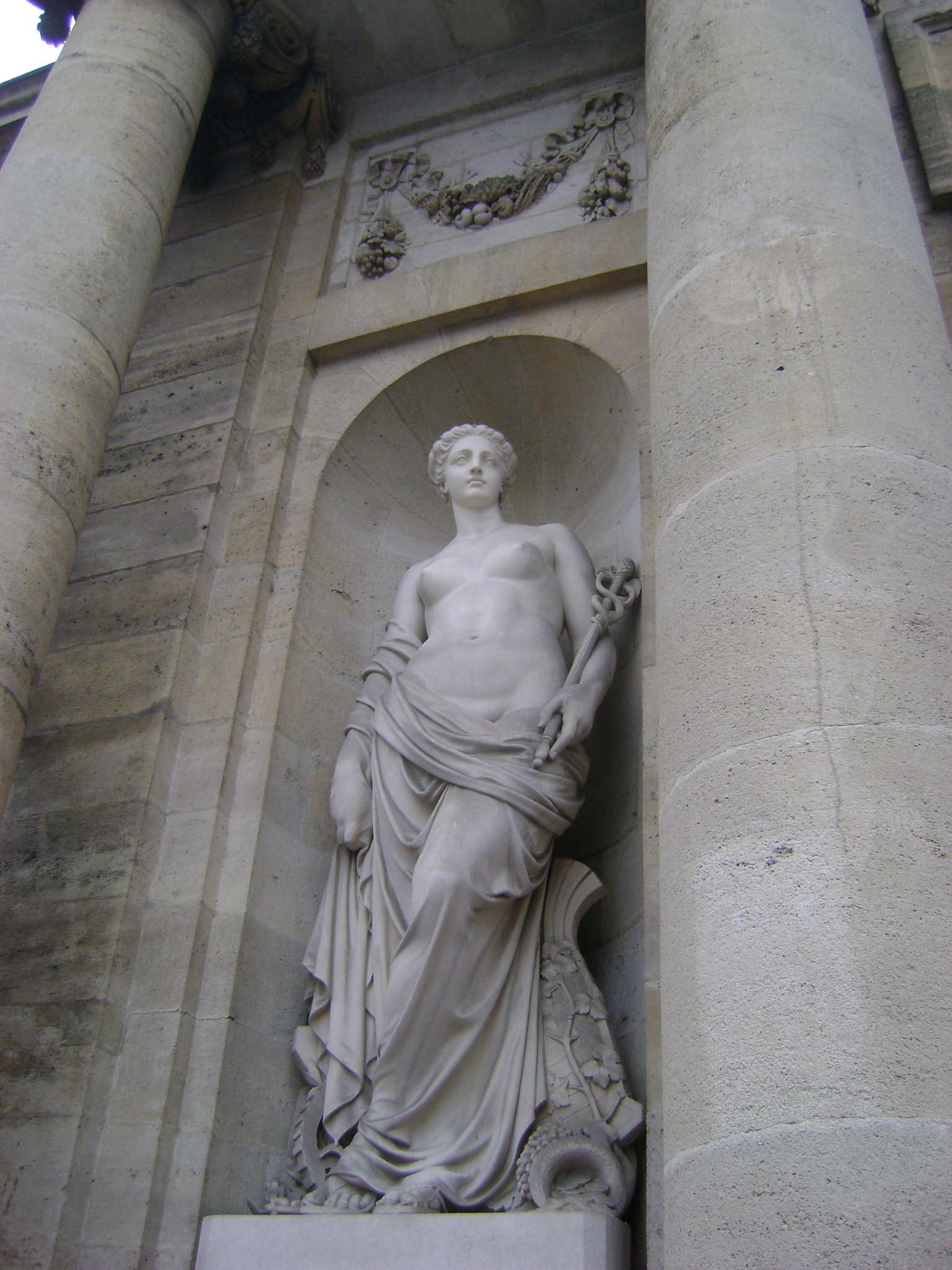
Le Commerce et l'Industrie (1869), Bordeaux, palais Rohan.
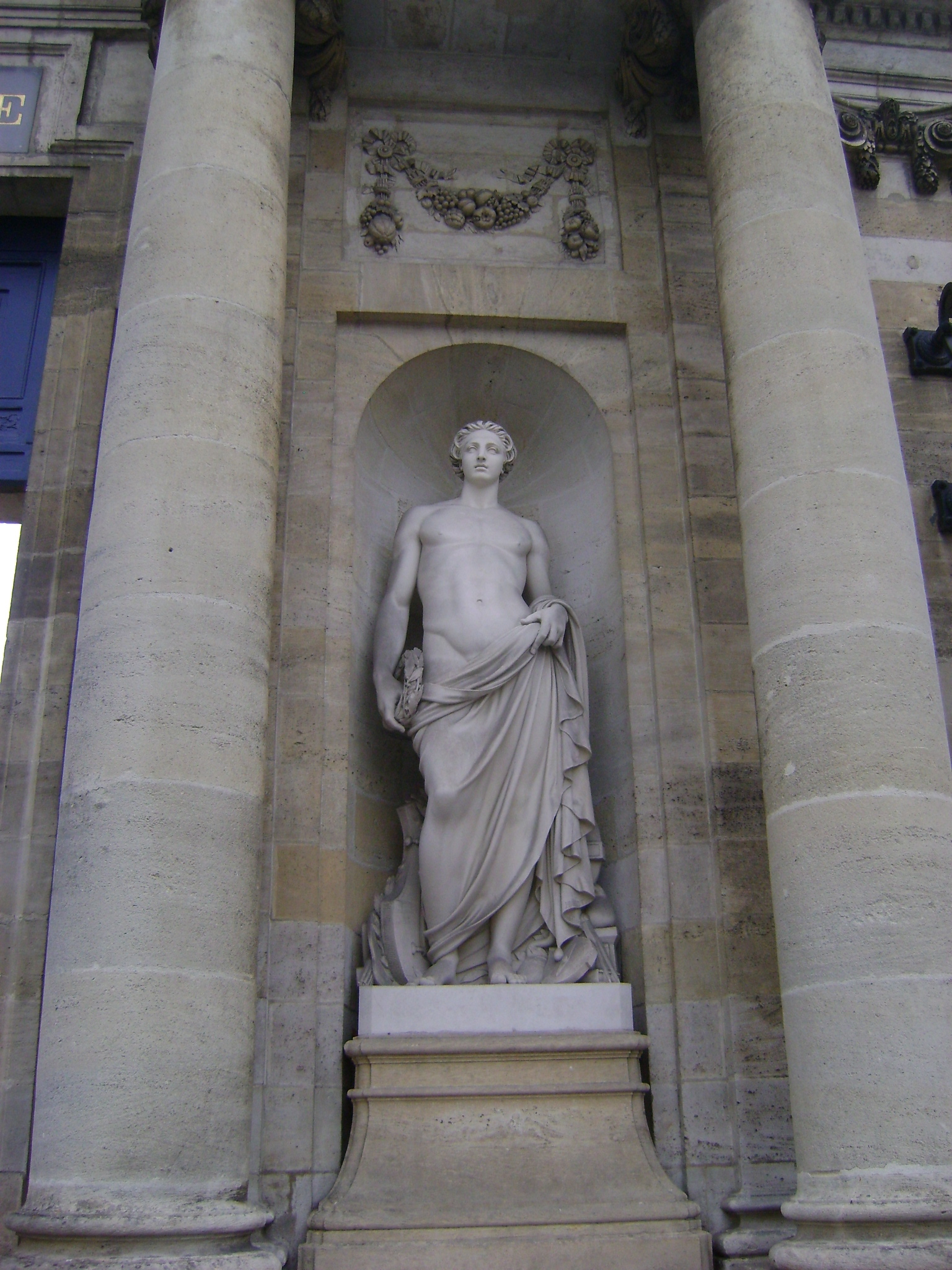
Les Arts (1869), Bordeaux, palais Rohan.
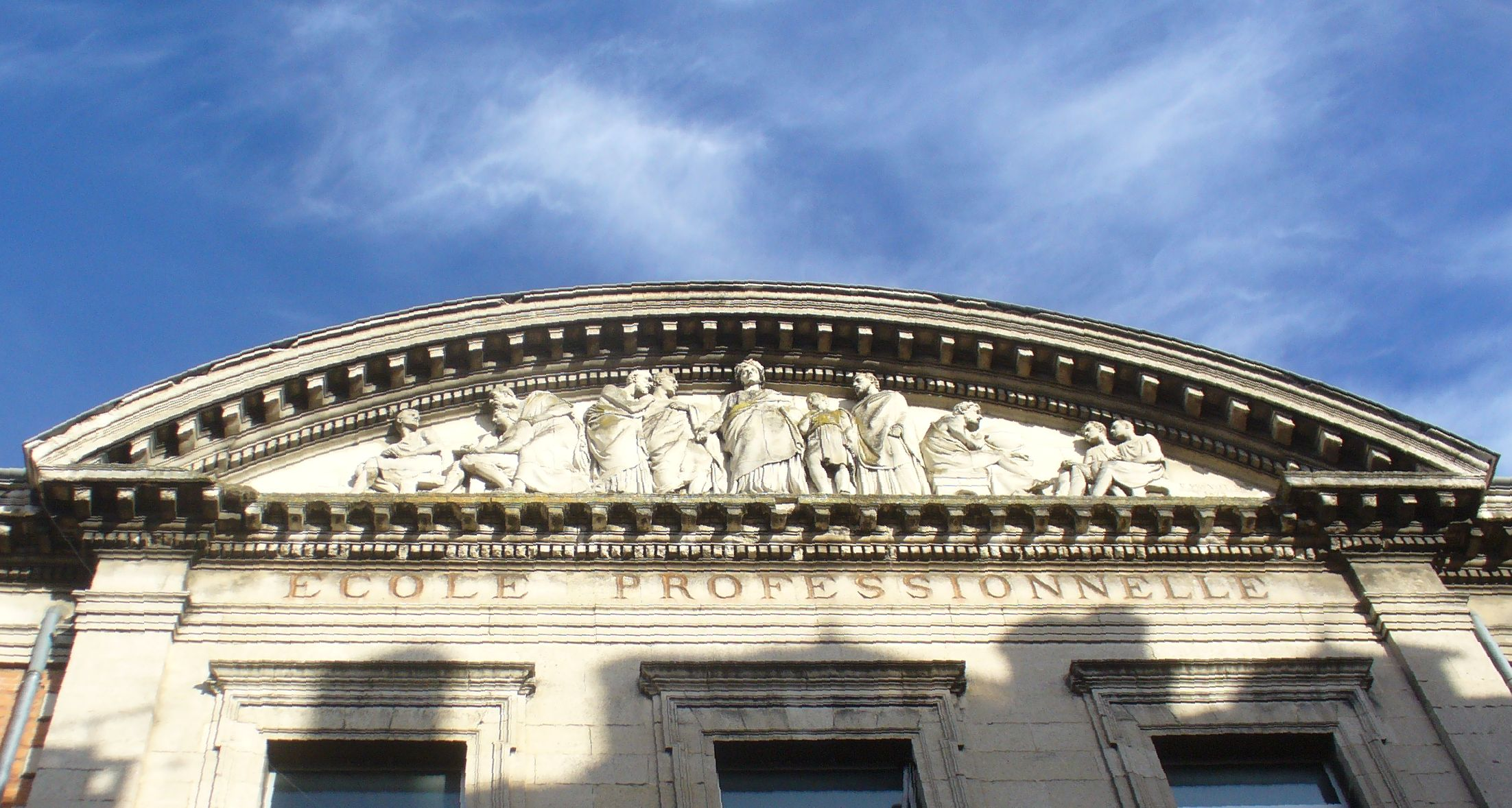
Allégorie de l'Instruction publique (1872), fronton de l'Ecole philomathique de Bordeaux, Bordeaux, rue Abbé de l’Épée.
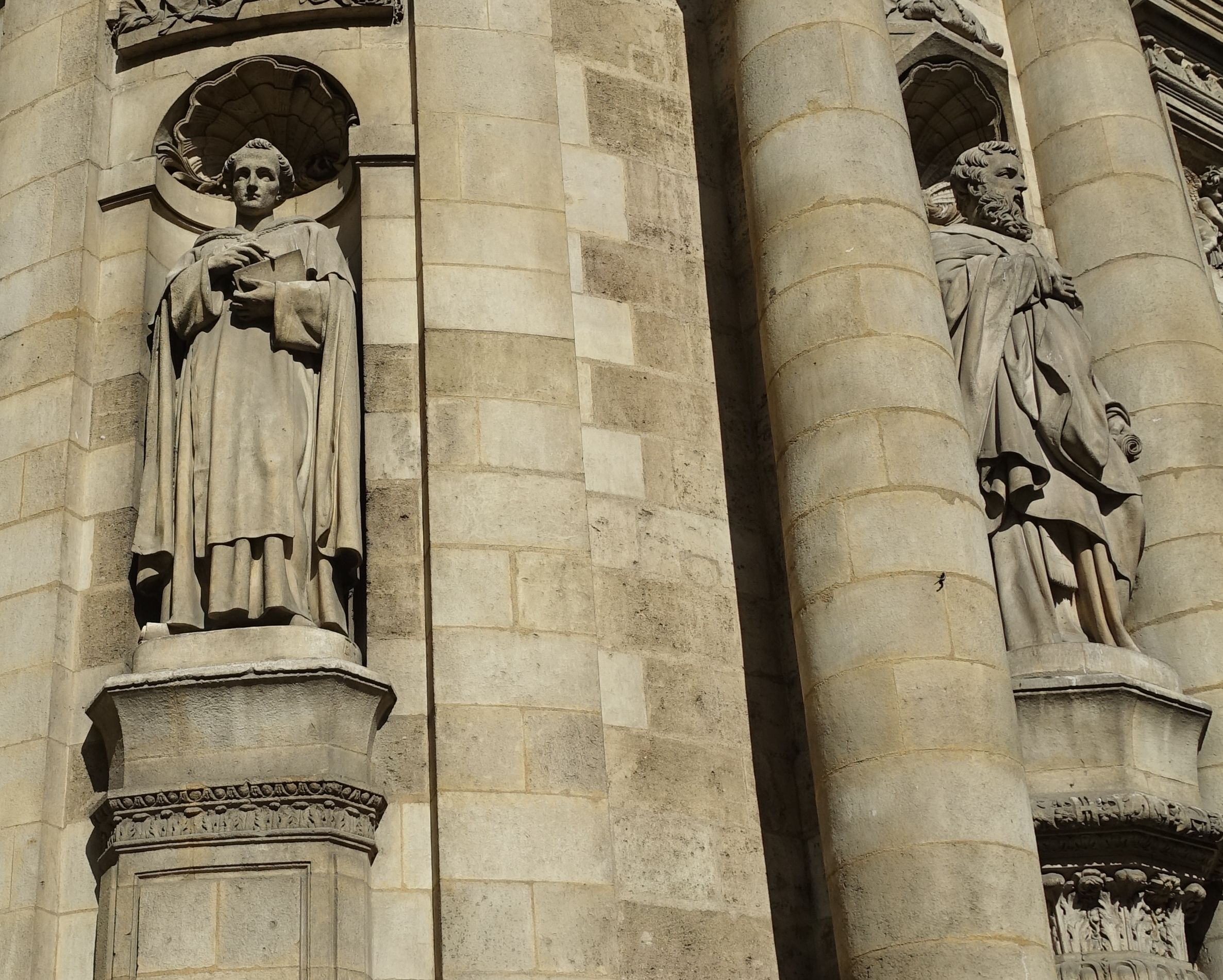
Ambroise et Augustin (1865), façade de l'église Notre-Dame de Bordeaux.
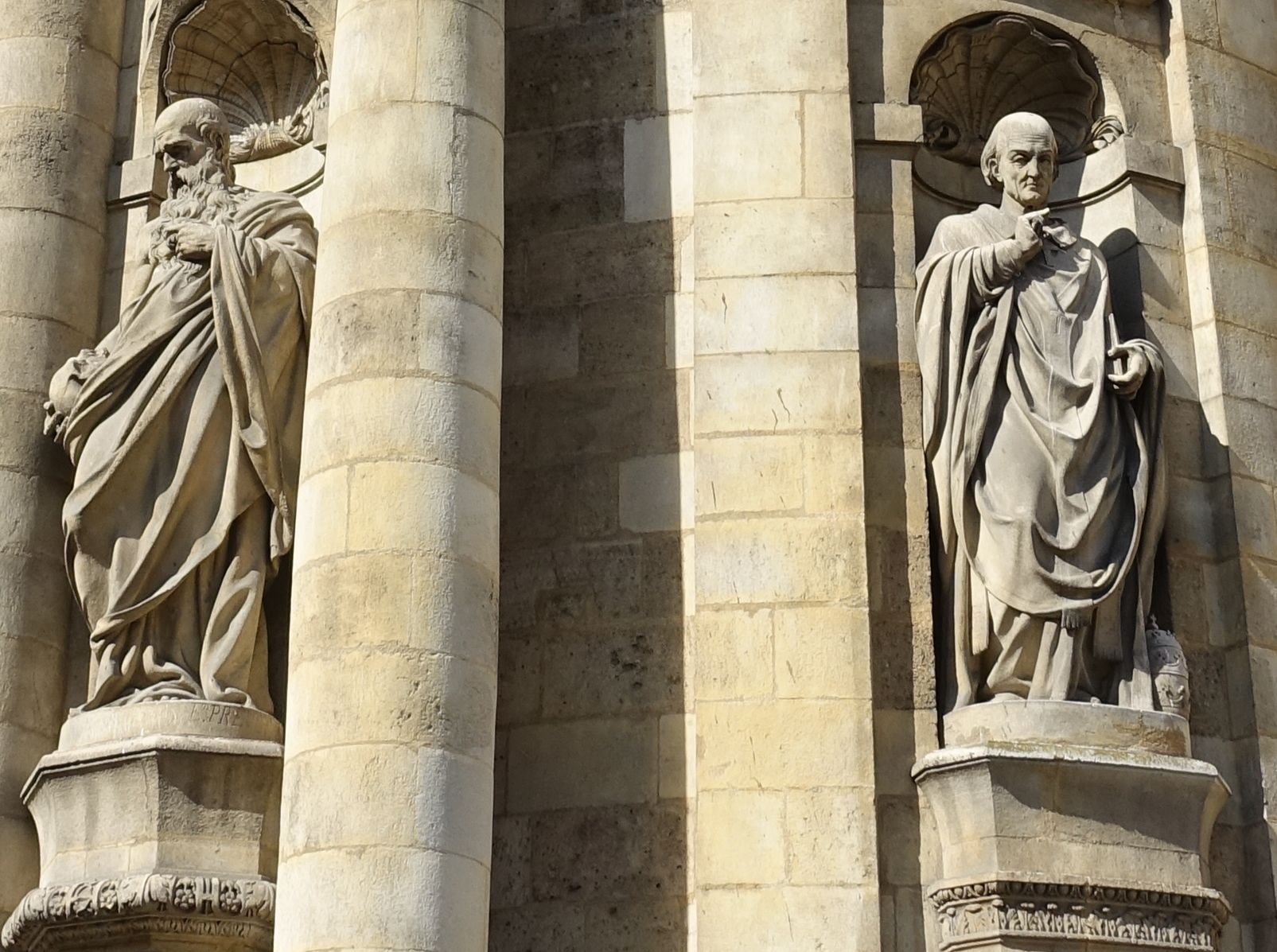
Jérôme et Grégoire (1865), façade de l'église Notre-Dame de Bordeaux.